# Farah (Provinz)
Farah (Paschtu/Dari-persisch فراه, DMG Farāh) ist eine Provinz in Westafghanistan.
Die Hauptstadt dieser Provinz ist die gleichnamige Stadt Farah. Die meisten der 583.420 Bewohner (Stand: 2022) dieser Provinz sind Paschtunen und Tadschiken, die in Farah Farsiwan (persisch فارسيوان, DMG Fārsīwān, ‚die Persischsprechenden‘) genannt werden und deren Sprache dort unter dem Namen Herati-Dialekt verbreitet ist.
Farah grenzt an Iran, womit auch eine ähnliche Kultur in Verbindung steht. Die Provinz ist geschichtlich unerforscht. Sie beherbergt zahlreiche Schätze aus der Epoche des Mittelalters und anderen Epochen. Einst war sie zur nördlich gelegenen Provinz Herat zugehörig, bevor sie Anfang des 20. Jahrhunderts eine eigenständige Provinz wurde. Farah war bis Anfang des 20. Jh. eine Stadt in der heutigen Provinz Herat.

## Basisdaten
- Höhe: 653 m
- Höchster Berg: Kuh-e Jang Qal’eh mit 4171 m
- Ethnien: Paschtunen, Fars, Baluchi
- Religionen: Sunniten, Schiiten, (Qadiriyya-Sufis in Shindand)

## Persönlichkeiten
Die möglicherweise bekannteste Persönlichkeit aus der Provinz Farah geht aus der islamischen Zivilisation hervor. Hierbei handelt es sich um den Gelehrten Ata al-Mulk Dschuwaini, welcher aus der Stadt Dschuwain stammt. Er war der Lehrer des islamischen Gelehrten al-Ghazali.
Ebenso kann man den persischen Dichter Abu Nasr-Farahi nennen. Nach ihm sind heute sind zahlreiche Schulen, Bildungseinrichtungen und Gedenkstätten benannt.
Aus der Provinz Farah stammt auch der Songwriter und Lyriker Salim Sarmast. Er schrieb unzählige Titel für die afghanische Pop-Ikone Ahmad Zahir.
Die aus Farah stammende Malalai Joya erhielt bei der Parlamentswahl im September 2005 die zweithöchste Zahl an Stimmen in ihrer Provinz und ist seitdem die jüngste Abgeordnete Afghanistans.
Die oben genannten Dichter, Denker, Musiker oder Politiker sind allesamt ethnische Perser.

## Bevölkerung
Ethnien-Verteilung in Farah:
- Paschtunen: 80 %
- Tadschiken/Perser: 14 %
- andere: 6 %

Die Provinz Farah ist mehrheitlich paschtunisch. Die Paschtunen sprechen einen Dialekt ähnlich dem von Kandahar, sie leben auch im benachbarten Iran am Grenzgebiet zu Farah und Herat. Große Teile der tadschikischen Bevölkerung kommen aus Yazd im heutigen Iran. Diese leben im Distrikt Yazdi.

## Klima und Vegetation
Farah ist äußerst wüstenartig. Es erinnert an eine Oase, die an manchen Stellen enorm fruchtbar ist. Im Nord- und Südwesten ist die Provinz durch zahlreiche Flüsse gekennzeichnet. Im Norden ist das bekannte Tal Anar Dare (persisch انار, DMG Anār, ‚Granatapfel‘, دره, DMG dare, ‚Tal‘) zu nennen. In Farah fließt der Fluss Farāh Rud, der über die ganze Provinz verläuft. An der ungefähren Mitte dieses Flusses liegt die Provinzhauptstadt Farah. Im Südwesten befindet sich ein riesiges Wasserreservoir, das von der angrenzenden Provinz Nimrus (früher Chekhansoor genannt) ebenfalls geteilt wird. Im Allgemeinen ist die Provinz trocken.
Farah liegt auf der gleichen geographischen Ebene wie die Stadt Birjand in Iran.

## Sehenswürdigkeiten
In der Provinzhauptstadt ist die Altstadt gelegen (persisch شهر كهنه, DMG šahr-e kohne, ‚Altstadt‘). Diese Altstadt hieß davor Fereydun Schahr (فريدون شهر, DMG Fereydūn-Šahr, ‚Fereydun-Stadt‘) nach einem früheren König. Dieser Stadtteil im Herzen der Provinz war Begegnungsstätte, Bazar und Handelszentrum. Die Altstadt stammt aus vorislamischer Zeit, d. h. aus der Zeit, als die Religion des Zarathustra noch vorherrschte. Außerdem war sie eine wichtige Station auf der alten Seidenstraße.
Aus der vorislamischen Zeit stammen auch historische Monumente im Osten der Provinz, die Kafir Qalah (paschtunisch كافر قلعه DMG kāfir qalʿa, deutsch ‚Festung der Ungläubigen‘) genannt wurde. Mit Qalah (von arabisch قلعة, DMG qalʿa ‚Festung, Zitadelle‘) wird eine Hausanlage bezeichnet, die nur eine einzige Eingangstür für mehrere sich darin befindende Häuser besitzt, was z. B. Schutz vor einem fremden Überfall bieten soll. In Farah treten solche Qalah häufig auf.
In Farah existiert auch das Takhte Rostam (persisch تخت رستم, DMG taḫt-e rostam, ‚Thron Rostams‘). Rostam, wie auch sein Sohn Sohrab, stammte aus der Stadt Dschuwain in Farah. Im Schāhnāme des Ferdousī wird er mit seinen heldenhaften Taten beschrieben und galt somit als „der mutige Mann aus Sistan“.

## Neueste Entwicklungen für Farah
In Farah wird eine Straße gebaut, die es mit Iran verbindet. Dabei wird die Provinz Farah mit der iranischen Provinz Süd-Chorasan verbunden.  Dieses Projekt wird finanziell von Iran unterstützt und gefördert.
Ebenso geht es um ein technisches Hilfsprojekt und ein technisches Zentrum für die Provinz Farah, das schon in Betrieb genommen werden kann und auch von Iran mit technischem Know-how begleitet wird.

## Verwaltungsgliederung
Die Provinz Farah ist in folgende Distrikte gegliedert:
- Anar Dara
- Bakwa
- Bala Buluk
- Farah
- Golestan
- Khaki Safed
- Lash wa Juwayn
- Pur Chaman
- Pusht Rod
- Qala-i Kah
- Shib Koh